# Cinkov sulfat
Cinkov sulfat (ZnSO4) s kristalnom vodom nastaje pri otapanju cinka ili cinkova oksida u sumpornoj kiselini. Iz vodene otopine kristalizira kao heptahidrat (ZnSO4 x 7 H2O; bijela galica) u obliku bezbojnih rompskih kristala koji se lako otapaju u vodi.

## Upotreba
Upotrebljava se u proizvodnji viskoznih vlakana, a najviše u industriji boja za pripravu litopona (tzv. „vitriol bijela boja“) i drugih mineralnih (uljanih) boja, u bojadisarstvu kao močilo, za dobivanje mnogih drugih cinkovih soli, za elektrolitsko pocinčavanje (galvanske cinčane kupke) i pomjeđivanje, kao adstrigens i dezinficijens u medicini, za impregniranje (konzerviranje) drva, itd. Jako male količine se dodaju umjetnim gnojivima jer suzbija biljne bolesti.